# Королиново (Поставский район)
Королиново (бел. Каралінова — деревня в Камайском сельсовете Поставского района Витебской области Белоруссии.

## География
Деревня расположена в 24 км от города Поставы, в 5 км от сельсовета, в 16 км от железнодорожной станции Годутишки. Рядом проходит участок автомобильной дороги Н-3301 Адутишкис — трасса Р-45 (Годутишки — Нарочь и трасса Вильнюс — Полоцк). Через деревню протекает река Иодовка, близлежащее озеро — Ноховщина.

## История
В 1874 году известный виленский художник Альфред Ромер женился на графине Ванде Сулистровской (1853—1897), владелице имения Королиново.
В 1905 году имение Королиново входило в состав Камайской волости Свенцянского уезда Виленской губернии. В 1905 году имение насчитывало 638 десятин земли. В Королиново проживало 57 жителей.
За счет Гелены Ромер — Охенковской в Королиново была открыта школа, в которой она преподавала.
В результате советско-польской войны 1919—1921 годы деревня оказалась в составе Польши (II Речь Посполитая).
С 1926 года в составе Виленского воеводства.
В 1937 году — 5 дворов, 60 жителей.
В сентябре 1939 года имение Королиново было присоединено к БССР силами Белорусского фронта РККА. Имение национализировали вместе с квартирами Ромеров в Вильне. В бывшем усадебном доме в Королиново открыли больницу. Гелена Ромер — Охенковская в спешном порядке передала книги своего отца Альфреда Ромера в библиотеку имени Врублевского (Академия наук Литвы). Гелену и её мать, которой было 86 лет, не отправили в Сибирь лишь по причине заступничества за неё местных жителей.
С 15 января 1940 года — в составе Годутишского района.
С 25 ноября 1940 года — в составе Поставского района (Камайский сельсовет).
Во время немецкой оккупации, в усадебном доме расположился гарнизон из 66 литовских полицейских. Небольшую комнату выделили Гелене и её маме.
9 июля 1944 года фашисты сожгли соседнюю деревню Йодовцы. Погорельцев разместили в усадебн6ом доме. Семейство Ромеров вновь выселили.
В 1965 году — 26 дворов, 92 жителя, начальная школа.
В 2001 году — 22 двора, 46 жителей.
В 2003 году начальная школа в Королиново упразднена.
В 2007 году Королиново посещал министр культуры Германии в рамках торжественных мероприятий, посвященных памяти Альфреда Ромера.
С 1 по 6 октября 2012 года в Королиново проходил художественный пленер, посвященный 180-летнему юбилею со дня рождения Альфреда Ромера.
Одна улица в Королиново названа в честь Альфреда Ромера.

## Достопримечательности
- Деревянная усадьба Ромеров.